# アルーシャ協定
アルーシャ協定（アルーシャきょうてい、英語: Arusha Accords）、公式にはルワンダ共和国政府とルワンダ愛国戦線間の和平協定またはアルーシャ和平協定、アルーシャ交渉とも呼ばれる、は1993年8月4日にタンザニアのアルーシャにて、ルワンダ政府と反政府組織のルワンダ愛国戦線が、3年にわたって続いたルワンダ紛争を終結させるために調印した5つの協定（議定書）である。
主にアフリカ統一機構とアフリカ五大湖地域の首脳陣によって組織され、1992年7月12日から1993年8月4日まで議論が行われ、最終的に調印に至った。
アルーシャ協定では総選挙に備え、1992年4月から暫定政府を構成していた反体制派RPFと5つの政党を含む広範な暫定政府の設立が構想されていた。
協定には法の支配や紛争による難民と権力分配協定による難民双方の送還、そして政府軍と反体制軍の合併といった平和維持のために必要な他の点についても含まれていた。